# أونغ يين
أونغ يين هو مغني ومدرس ميانماري، ولد في 28 يونيو 1964 في يانغون في ميانمار.